# Adaks kyrka
Adaks kyrka är en kyrkobyggnad i Adak. Den är församlingskyrka i Malå församling i Luleå stift.

## Kyrkobyggnaden
Kyrkan uppfördes av byggmästare Evert Lindqvist efter ritningar av arkitekt Per-Lennart Berggren. Kristi himmelsfärds dagen den 23 maj 1963 invigdes kyrkan av biskop Ivar Hylander.
Kyrkan består av rektangulärt långhus som har ett brant sadeltak belagt med eternit. Vid östra gaveln finns tre smala korfönster som är utförda av konstnären Stig Pettersson från Luleå. Ihopbyggd med kyrkan finns ett församlingshem.
Den fristående klockstapeln är uppförd sommaren 1963 av byggmästare Sigfrid Tjärnlund. Kyrkogården är anlagd senare och invigd sommaren 1969.

## Inventarier

### Orgel
- Den nuvarande orgel är byggd 1963 av Grönlunds Orgelbyggeri, Gammelstad och är en mekanisk orgel. Det är kyrkans första orgel.

| Manual       | Pedal      | Koppel   |  |
| Gedackt 8’   | Pommer 16’ | Man/Ped. |  |
| Principal 4' |            |          |  |
| Rörflöjt 4’  |            |          |  |
| Oktava 2’    |            |          |  |
| Mixtur II    |            |          |  |

### Webbkällor
- Malå församling
- anläggningspresentation